# Duguetia venezuelana
Duguetia venezuelana R.E.Fr. – gatunek rośliny z rodziny flaszowcowatych (Annonaceae Juss.). Występuje naturalnie w południowej części Wenezueli oraz w Brazylii (w stanie Amazonas). 

## Morfologia
PokrójZimozielone drzewo lub krzew dorastające do 0,5–4 m wysokości. Młode pędy są owłosione.
LiścieMają eliptyczny lub podłużnie eliptyczny kształt. Mierzą 6–12 cm długości oraz 2–4 cm szerokości. Są skórzaste, owłosione od spodu. Blaszka liściowa jest całobrzega o ostrym lub tępym wierzchołku.
KwiatySą pojedyncze, rozwijają się w kątach pędów. Działki kielicha mają owalny kształt i dorastają do 20–25 mm długości. Płatki mają szarozielonkawą barwę, osiągają do 25–45 mm długości.
OwoceZebrane po około 100 w owocostany o kulistym kształcie.

## Biologia i ekologia
Rośnie na sawannach i w zaroślach, na terenach nizinnych.